# Enskällabogöl
Enskällabogöl är en sjö i Värnamo kommun i Småland och ingår i Lagans huvudavrinningsområde. Sjöns area är 0,044 kvadratkilometer och den är belägen 165 meter över havet.